# Aderenza
L'aderenza è la forza che si oppone allo scorrimento relativo di due superfici a contatto e che è strettamente correlato dagli attriti i quali dipendono dalla forza normale.
Bisogna evitare la confusione tra aderenza e adesività, in quanto molti elementi hanno capacità adesive, le colle garantiscono un'elevata adesività, mentre gli organi di tenuta come i paraoli sono aderenti all'oggetto che ruota o scorre su o dentro di loro, mentre altri elementi possono presentare sia aderenza che adesività.

Molto spesso si parla di aderenza riguardo ai veicoli dotati di ruote; in tal caso si dice di trovarsi in condizioni di aderenza se le forze tangenziali e longitudinali (di frenata o di trazione) permettono il rotolamento e non conducono al pattinamento della ruota.

## Coefficiente di aderenza
Si dice aderenza impegnata {\displaystyle a} il rapporto tra la forza {\displaystyle \mathbf {F} } tangenziale alla superficie di contatto e il peso {\displaystyle \mathbf {G} } del corpo scaricata su tale superficie:
{\displaystyle a={\frac {\mathbf {F} }{\mathbf {G} }}}
Si deduce che è una grandezza adimensionale ed è nulla quando non sono applicate forze esterne al veicolo. Aumentando il valore della forza tangenziale si giunge al suddetto fenomeno del pattinamento.
Il coefficiente di aderenza {\displaystyle f} è il valore dell'aderenza impegnata quando la forza tangenziale è massima ({\displaystyle \mathbf {F_{M}} }) pur rimanendo in condizioni di aderenza: 
{\displaystyle f={\frac {\mathbf {F_{M}} }{\mathbf {G} }}}
Spesso per brevità il coefficiente di aderenza viene semplicemente detto aderenza.
Tale coefficiente dipende dai seguenti fattori:
- i materiali di contatto ruota/suolo;
- la velocità di rotolamento;
- l'umidità e la presenza di altro materiale interposto che non permette un contatto perfetto al suolo (foglie, olio, ecc.)

## Riferimento al trasporto

Diagramma del coefficiente di aderenza longitudinale (fx) in funzione della velocità e delle condizioni climatiche per l'asfalto:
A) Asfalto asciutto
B) Asfalto drenante in condizioni di bagnato
C) Asfalto in condizioni di bagnato
D) Neve
E) Ghiaccio

In particolare nel contatto tra ruota e suolo di un veicolo o veicoli ferroviari si hanno normalmente coefficienti di aderenza longitudinale (i valori sono molto eterogenei a seconda delle fonti):
| Aderenza longitudinale      | Asciutto    | Bagnato     | Con fango | Con ghiaccio |
| --------------------------- | ----------- | ----------- | --------- | ------------ |
| pneumatico/asfalto          | 0,6 - 0,9   | 0,4 - 0,5   | 0,2 - 0,4 | 0,1 - 0,3    |
| pneumatico/cemento rugoso   | 0,9 - 1,1   | 0,6 - 0,85  |           | 0,2 - 0,3    |
| pneumatico/macadam compatto | 0,6 - 0,7   | 0,5 - 0,6   |           |              |
| pneumatico/macadam molle    | 0,5 - 0,6   | 0,4 - 0,5   |           |              |
| pneumatico/ghiaietta        | 0,4 - 0,5   | 0,3 - 0,4   |           |              |
| pneumatico/pietra ruvida    | 0,55 - 0,65 | 0,45 - 0,5  |           |              |
| pneumatico/pietra liscia    | 0,45 - 0,55 | 0,3 - 0,4   |           |              |
| ferro/rotaia                | 0,14 - 0,33 | 0,08 - 0,26 |           |              |

Esiste anche una correlazione tra il coefficiente di aderenza e la velocità {\displaystyle {v}[m/s]} del veicolo, in particolare a velocità nulla l'aderenza è massima ({\displaystyle f_{0}}). Con l'aumentare della velocità {\displaystyle f} diventa sempre più piccolo con la seguente legge empirica:
{\displaystyle f(v)={\frac {f_{0}}{1+0{,}01v}}}

Diagramma del coefficiente di aderenza trasversale (Fy)) media durante le stagioni (rappresentate numericamente da 1 a 12) e con i differenti manti stradali.
A) Asfalto rullato a caldo
B) Ghiaia
C) Quarzite
D) Conglomerato cementizio
E) Mastice d'asfalto
F) Ghiaia sedimentaria (non legata)

L'aderenza venne inizialmente studiata longitudinalmente in quanto i primi studi vennero eseguiti in ambito ferroviario, successivamente si approfondì con l'aderenza trasversale o laterale, che coinvolge i veicoli su ruote durante le svolte e curve, evidenziando come alcuni manti stradali pur offrendo buona aderenza longitudinale non garantivano prestazioni altrettanto buone in senso trasversale.

### Fattori influenti
L'aderenza degli pneumatici con il manto stradale viene influenzato da molti fattori
Per quanto riguarda la presenza di materiale sulla superficie di contatto, tutto dipende dal tipo di materiale: la presenza di foglie, umidità, ghiaccio, neve od olio provocherà una diminuzione, in alcuni casi consistente, del coefficiente di aderenza, mentre, ad esempio, sabbia finissima può migliorare l'aderenza sui veicoli ferroviari. È per questo che i treni sono equipaggiati con sabbiere per spruzzare un getto di sabbia immediatamente davanti alle ruote quando il sistema antipattinamento lo ritiene necessario.
Il cemento che viene utilizzato come manto stradale per migliorare l'aderenza in condizione di bagnato viene arricchito dalla zigrinatura superficiale, ma risente anche più rapidamente dell'usura data con il contatto durante il transito dei mezzi stradali.

La macro e la micro asperità dei manti stradali è molto importante per la definizione dell'aderenza, inoltre la micro-asperità subiscono una levigatura con i passaggi dei veicoli, il che modifica l'aderenza tra pneumatici e manto stradale, che in una primissima fase permette di migliorare l'aderenza, ma poi ne peggiora le caratteristiche, fino ad arrivare ad una stabilizzazione dopo i 6 milioni di passaggi ruota.
Alcune soluzioni, quali il contatto tra pneumatico ed asfalto, soprattutto in ambito sportivo, possono beneficiare anche di una capacità adesiva tra pneumatico e asfalto, altre soluzioni invece, come gli pneumatici tassellati ed il fango possono beneficiare di un'adesività meccanica.

### Modelli di calcolo
L'aderenza, in particolar modo degli pneumatici, viene studiata in vari ambiti, dalla simulazione in ambito ludico fino all'ambito professionale, così come nell'analisi di condizioni o eventi specifici.
Per la realizzazione di queste analisi vengono utilizzati vari modelli di calcolo, tra cui si può citare anche la formula di Hans B. Pacejka.